# (32427) 2000 RU68
2000 RU68 (asteroide 32427) é um asteroide da cintura principal. Possui uma excentricidade de 0.18719500 e uma inclinação de 3.67728º.
Este asteroide foi descoberto no dia 2 de setembro de 2000 por LINEAR em Socorro.